# Piotr Kadlčik
Piotr Krzysztof Kadlčik (ur. 11 stycznia 1962 w Warszawie) – polski filolog, tłumacz i działacz społeczności żydowskiej, działacz opozycji demokratycznej w PRL.

## Życiorys
Od 2001 do 2014 przewodniczący Gminy Wyznaniowej Żydowskiej w Warszawie, a od 2003 do 2014 – przewodniczący Związku Gmin Wyznaniowych Żydowskich w RP. Promotor wielu akcji i spotkań dotyczących kultury i obyczajowości żydowskiej. Jest zawodowym tłumaczem języka czeskiego i angielskiego. W czerwcu 2007 został członkiem zarządu Europejskiego Kongresu Żydów. Jest członkiem założycielem B’nai B’rith Polska, reaktywowanego w 2007. W latach 2009–2024 członek Rady Fundacji Auschwitz-Birkenau. Od 2001 członek Rady Ochrony Pamięci Walk i Męczeństwa, w 2008 w związku z niezłożeniem oświadczenia lustracyjnego został z niej usunięty, choć złożył zaświadczenie o przyznaniu statusu pokrzywdzonego oraz stwierdzenie, że nie istnieją dokumenty świadczące o jego współpracy ze Służbą Bezpieczeństwa.
15 grudnia 2009 został odznaczony Krzyżem Komandorskim Orderem Odrodzenia Polski za wybitne zasługi w działalności na rzecz przemian demokratycznych w Polsce oraz za zasługi dla odrodzenia polskiej społeczności żydowskiej w wolnej Polsce.

## Życie prywatne
Piotr Kadlčik jest synem lekarki Joanny Cholewickiej-Kadlčik (zm. 10 sierpnia 2005 w Warszawie), działaczki i lekarza pediatry, ocalonej z Holocaustu. W 1993 założyła ona Przychodnię Rehabilitacyjną dla Dzieci i Młodzieży w Warszawie, której kierowniczką była do jesieni 2001. Od 2000 do śmierci działaczka Komisji Pomocy Społecznej przy ZGWŻ.

## Filmografia
Zagrał role epizodyczne w filmach „Lista Schindlera” (mężczyzna w aptece; 1993) oraz „Fragment” (majster; 2016).